# Gleby szarobrunatne
Gleby szarobrunatne – najżyźniejsze gleby brunatne, o poziomie próchnicznym A o miąższości ponad 30 cm i wysyceniu kationami zasadowymi w całym profilu ponad 50%. Różnią się od gleb brunatnych dobrze wykształconym poziomem A (mollic) o miąższości 20 – 30 cm.